# AKS
AKS Co., Ltd. (株式会社AKS, Kabushiki-gaisha AKS)  é uma agência de talentos japonesa, com sede em Tóquio, no Japão. A empresa está envolvida em várias atividades relacionadas ao entretenimento, incluindo produção de música, filmes e mercadorias. 
A AKS é a empresa que administra os grupos ídolos japoneses AKB48, SKE48, e HKT48. É também a empresa que administrará as atividades japonesas do grupo feminino nipo-sulcoreano Iz One.[carece de fontes?]
O AKB48 emprega o chamado "sistema de transferência". Todos os participantes que passam nas audições são contratados pela AKS por um tempo. Tendo iniciado sua carreira como membro, um artista dentro de um período de tempo predeterminado deve receber uma oferta de contrato de outra empresa de gerenciamento de artistas. Isso é feito até a 10ª geração. Depois disso, todos os membros da próxima geração são gerenciados diretamente pela AKS. 